# Donald E. Russell

Donald E. Russell

Donald Eugene Russell (* 1927 in Idaho) ist ein US-amerikanischer Wirbeltier-Paläontologe, spezialisiert auf frühe Säugetiere.
Russell studierte an der Oregon State University in Corvallis und – unterbrochen von vier Jahren Wehrdienst im Koreakrieg – machte 1956 seinen Master-Abschluss in Paläontologie bei Donald Savage an der University of California, Berkeley, wobei er sich mit Säugern des Pliozän aus Oregon befasste. 1957 ging er nach Frankreich, wo er 1964 an der Universität Paris und am Naturhistorischen Museum von Paris promoviert wurde über Wirbeltiere des Eozän aus der Region der Champagne. Er blieb am Naturhistorischen Museum in Paris (Muséum National d’Histoire Naturelle), wo er 1992 pensioniert wurde. In Frankreich führte er in den 1950er Jahren aus den USA damals neue Siebmethoden ein, um nach kleinen Säugetierfossilienresten zu suchen. Er verbesserte später auch die Methode, Plastik-Abgüsse von Fossilien zu machen, wobei er Kunststoffe verwendete ähnlich denen in der Zahnmedizin, die auch detaillierte Studien unter dem Elektronenmikroskop erlaubten.
Russell führte Feldarbeiten unter anderem in Marokko, Pakistan (wo er mit Gingerich den frühen Vorläufer der Wale Pakicetus aus dem Eozän erstbeschrieb), China und Venezuela (wo seine Gruppe den ersten Dinosaurierfund des Landes machte) aus.
2005 erhielt er die Romer-Simpson-Medaille der Society of Vertebrate Paleontology, deren Ehrenmitglied er seit 1997 war.
Er ist mit der französischen Paläontologin Denise Sigogneau verheiratet, Spezialistin für säugetierähnliche Reptilien am CNRS.